# Veselý švec (Holý)
Veselý švec, popřípadě Veselý švec aneb Čert ve všech koutech, druhý díl (v německém originále Der lustige Schuster, potažmo Der lustige Schuster oder der zweite Teil vom Teufel in allen Ecken) je komická opera (singspiel) o třech dějstvích českého skladatele Františka Ondřeje Holého na libreto Karla Franze Henische vzniklé na základě libreta Charlese Coffeyho ke stejnojmenné anglické ballad opeře (The Merry Cobler, or The Second Part of The Devil to Pay z roku 1735 přepracováním stejnojmenného libreta Christiana Felixe Weißeho. Její premiéru uvedla v roce 1770 divadelní společnost Johanna Josepha Bruniana v Divadle v Kotcích v Praze.

## Vznik, charakteristika a historie
Skladatel František Ondřej Holý působil na přelomu 60. a 70. let 18. století v Praze jako kapelník u divadelní společnosti Johanna Josepha Bruniana, působící v hlavním pražském divadle v Kotcích. Jako Holého první dílo pro tuto společnost býval zmiňován singspiel Proměna aneb Čert ve všech koutech (Die Verwandlung oder der Teufel in allen Ecken), která se zde hrála v roce 1769, avšak jednalo se pravděpodobně o stejnou verzi, kterou toto divadlo uvedlo o rok dříve s hudbou Holého předchůdce na kapelnickém postu, Giovanniho Battisty Savia. Původní text k této zpěvohře (s mírně odlišným názvem: Die verwandelte Weiber oder der Teufel ist los) napsal spisovatel Christian Felix Weiße podle starší předlohy a rychle se proslavil ve zhudebnění Johanna Adama Hillera z roku 1766. Weiße a Hiller ještě téhož roku napsali jeho pokračování Veselý švec.
V Praze pak bylo roku 1770 opět využito jen Weißovo libreto, v úpravě herce a zpěváka Brunianovy společnosti zpěvák Karla Franze Henische (1745–1776) pocházejícího z Vídně. Henisch sice uváděl, že jeho text vznikl přímo převedením francouzského (!) textu pana Coffeyho v německé verše, nicméně jeho libreto vychází přímo z Weiße, zejména v textech řady árií – jejichž počet je však proti Weißově a Hillerově verzi znatelně redukován. Henisch změnil jména některých postav, škrtl úvodní obraz prvního jednání a prostřední obraz třetího jednání a především celý prozaický text zveršoval. Hudbu tentokrát napsal Holý a je to jeho první známé hudebně-dramatické dílo, i když podle muzikoložky Aleny Jakubcové „nelze bez notových pramenů určit, zda šlo o původní kompozici, úpravu skladby jiného autora, přepracování vlastního kusu nebo chybu vzniklou záměnou podobných titulů“. Mezi Holého díly byl však Veselý švec inzerován již za Holého života. Později pro Brunianovu společnost napsal ještě hudbu ke dvěma jednoaktovým komickým zpěvohrám: Strašidlo a Čaroděj.
Bližší informace o osudech Henischova a Holého singspielu v Praze a případně na jiných místech nejsou. Holého hudba k Veselému ševci se nedochovala.

## Postavy a první obsazení
- Markýz – Johann Henrich Böhm
- Markýza – Edmunda Koberweinová (roz. Kurtzová)
- Mistr Jakob, příštipkář – Johan Josef (von) Brunian
- Margarethe, jeho žena – Anna Maria Mionová (roz. Schulzeová, později provd. Brunianová)
- Nicklas, ševcovský pacholek – Karl Franz Henisch
- Hammer, kovář – J. Unger
- Zange, zámečník – Jonas
- Pfanne, měditepec – ?
- Schnips, krejčí – Frank
- Paní Hammerová – Marianna Böhmová (roz. Jacobsová)
- Paní Zangová – Ruppová
- Paní Pfannová – Franková
- Paní Schnipsová – Franziska Weitzhoferová
- Marthe, markýzina komorná – A. Weinertová
- Správce, lokaj, markýzovo služebnictvo[3]

## Děj opery

### 1. dějství
(Nuzně zařízená světnice v domě ševcovského mistra Jakoba) Margrethe v honosných šatech se prohlíží v zrcadle (árie O Glas! du bist recht zum Entzücken) a pochvaluje si, jak se k ní nyní, díky bohatství získanému od markýze v prvním díle, všichni chovají jako k dámě, ač ji předtím opomíjeli. Jakob se vrací opilý s písní na rtech (Sa lustig, Herr Schwager, der Beutel ist leer). Probendil poslední peníze a chystá se vrátit k řemeslu a zapřáhnout i Margrethu. Na dnešní večer sezval sousedy na poslední pijácký a kuřácký večírek, který hodlá financovat z prodeje Margrethina šatstva. A když Margrethe protestuje, bere na ni karabáč (duet Grethel, Grethel, kennst du den?). Jakob popisuje, co pro sebe za její šaty pořídí; Margrethe se vzpouzí a hudruje, ale Jakob si z toho nic nedělá, protože má násilí na své straně (píseň Der Knieriem bleibet, meiner Treu!).
Margrethe se ho rozhoduje předejít: prodá své šaty sama a za utržené peníze uspořádá pro sousedky poslední čajový dýchánek. Ševcovský pacholek Niklas si zatím stěžuje, že ve službě u mistra Jakoba trpí hladem (píseň Herr Meister! er verzeihet mir). Markýz přichází a ptá se po jeho zaměstnavateli a hlavně jeho pohledné ženě, přičemž se diví, že švec si tak pohledné ženy nedbá a nehlídá ji. Niklas stále odvádí řeč na svůj hlad, dokud mu markýz nedá trochu peněz a nepošle ho pro Margrethu. Inu, jak markýz ví, peníze mají velkou moci (píseň Durch glänzendes Geld). Margrethe se sice vrací, ale se sousedkami, což není markýzovi vhod, tak jde zatím do háje. Niklas se dohaduje pánových zámyslů a míní, že když Jakob manželku zanedbává, nebylo by divu, kdyby podlehla mladému šlechtici.
Margrethe přivádí sousedky: paní Hammerovou, Schnipsovou, Zungovou a Pfannovou. Může je pohostit jen na dřevěných lavicích, což sousedky za jejími zády kritizují. Ženy probírají život velkých dam z města a Margrethe je na vážkách: některé věci jim závidí, ale jiné vůbec ne (píseň Wenn von Steinen, Gold und Spitzen). Pak si paničky vyprávějí hrůzostrašné  a trochu nemravné historky: paní Hammerová o bohatém ženichovi, který si vzal krásku, na níž bylo všechno falešné od ňader přes vlasy po nohu (píseň Ich hab ein schönes Weib genommen), paní Schnipsová zase o chudém muži, který se pro peníze oženil s dědičkou s umrlčí hlavou, paní Zangová o mladíkovi, který si vzal bohatou krásku, z níž se vyklubala čertice. Paní Hammerová vypráví o své preferenci pro černou barvu, možná by se jí líbil i sám čert (árie Kohlenschwarz ist auch recht schön). Strašidelnými historkami nabuzené ženy vyleká hlučný příchod mistra Jakoba, který sousedky bez cirátů vyhazuje (finále Nu fort, ich brauche nicht das Lermen).

### 2. dějství
(Tamtéž) Margrethe s nechutí přede a představuje si, co dělají urozené dámy (píseň Die Sonne mag die Felder grüßen). Vyhledá ji markýz a Margrethe si od něj nechá lichotit a slibovat dárky (píseň Wo blost der Putz das Mädchen schmückt), vzápětí však pán musí utéci před nahněvaným Jakobem, který žene Margrethu zpět ke kolovratu. Jakob s Niklasem flikuje střevíce a prozpěvuje si o výjimečnosti svého povolání (píseň Minister flickem am Staat). Niklas si stěžuje, že je stále hladový, ale Jakob pro něj má jen tu radu, aby to bral filozoficky, a Margrethu popohání do předení tak, že ta tiše zuří.
Teprve když zaklepají jeho kumpáni – pánové Hammer, Schnips, Zange a Pfanne – vyhání Jakob Margrethu i s kolovratem a připravuje dýmky a sklenice (píseň Welch schöner Anblick, wenn der Hauch). Vychvaluje sousedům své řemeslo – s odvoláním na Hanse Sachse – a pěje s nimi pijáckou píseň (árie Erlernt von meinem muntern Herzen… Es mögen die Großen sich glücklich dünken). Pak vyrážejí do krčmy.
Margrethe přivádí markýze, který pokračuje v jejím svádění (píseň Das reitzende Vergnügen). Margrethe připomíná, že Jakoba miluje, třebas ji tluče (duet Kaum wird das glänzende Gefieder), ale jinak je ochotna panské návrhy přijmout, „ve vší počestnosti“.

### 3. dějství
(Na markýzově zámku) Markýz své manželce vypravuje o svém plánu napravit Jakoba tím, že se bude dvořit jeho ženě; markýza má o účinnosti této metody i motivaci svého chotě značné pochyby, zvláště když jí manžel doporučuje naopak svádět Jakoba (árie markýzy Ja, ja, mein wether Herr Gemahl!).
Jakob přinesl markýzovi opravené boty a přitom vyhledal markýzu, jíž připomíná jejich dřívější milostné dobrodružství. Markýza s ním hovoří o Margrethě a kárá ho za to, jak s ní zachází. Jakob jí vypráví, že markýz o jeho ženu usiluje – ale on by věděl, jak mu oplatit stejnou mincí, pokud by byla markýza svolná. Prozrazuje svůj plán pro tuto eventualitu košilatou písní (píseň Thomas sprach einst zu Babetten). Markýza ho upejpavě zve na večer, kdy bude její choť na procházce, a Jakob odchází povzbuzen. Markýz, který se s ním mine cestou, se ptá své ženy po důvodu a ta mu vše vypravuje. Markýz chce Jakoba vytrestat – zvláště když je Margrethe k jeho smůle takový klenot, že všem svodům odolává (píseň Die dummen Narren zu bekehren).
V rozhovoru s Margrethou, kterou si povolal na zámek, markýz po posledním pokusu upouští od úmyslu ji svést a předává jí připravené peníze bez podmínky. Domlouvají se však na potrestání Jakoba; markýz ji schová do vedlejší místnosti a povzdychne si nad Margrethinou ctností (árie Wie seelig lebt der, der zufrieden). Po příchodu markýzy se ukryje i markýz a markýza následně laškuje s Jakobem, ale vtom vběhne služka Marthe a ohlašuje pánův návrat (árie O weh – der Herr Marki). Markýza tedy ukryje Jakoba pod koberec a sama odejde. Markýz zatím do téže místnosti přivádí Margrethu a líbá ji, zatímco Jakob v úkrytu zuří (tercet Laß sie mich an die schöne Brust). Vzápětí markýza uvádí panské pachtýře a správce a před shromážděným davem je Jakob odhalen a zesměšněn. Švec je mrzutý, že se mu vysmívají, a slibuje napříště se vyvarovat domácího násilí a nemírného požívání alkoholu. Markýz ho nabádá k pracovitosti, střídmosti a úctě k manželce a jeho učně Niklase angažuje do svých služeb – ten se raduje, že se konečně nají. Jakob a Margrethe se vracejí ke svému pokojnému a skromnému životu (árie Jakoba Was schiert mich das Glücke). Oba společně s urozeným párem nakonec zpívají mravní ponaučení z příběhu (finále Wo mit Vernunft der Mann regieret).